# Ondavské Matiašovce
Ondavské Matiašovce – wieś (obec) na Słowacji położona w kraju preszowskim, w powiecie Vranov nad Topľou. Pierwsze wzmianki o miejscowości pochodzą z roku 1363.
Według danych z dnia 31 grudnia 2012, wieś zamieszkiwały 823 osoby, w tym 411 kobiet i 412 mężczyzn.
W 2001 roku rozkład populacji względem narodowości i przynależności etnicznej wyglądał następująco:
- Słowacy – 80,6%
- Czesi – 0,12%
- Romowie – 18,91%
- Ukraińcy – 0,12%

Ze względu na wyznawaną religię struktura mieszkańców kształtowała się w 2001 roku następująco:
- Katolicy rzymscy – 92,66%
- Grekokatolicy – 6,97%
- Prawosławni – 0,12%
- Nie podano – 0,25%